# Badminton World Cup 2006
Der Badminton World Cup 2006 fand vom 26. bis zum 29. Oktober 2006 in Yiyang, Volksrepublik China, statt. Das Preisgeld betrug 250.000 US-Dollar.

## Sieger und Platzierte
| Disziplin    | Gold                          | Silber                          | Bronze                        |
| ------------ | ----------------------------- | ------------------------------- | ----------------------------- |
| Herreneinzel | Lin Dan                       | Chen Yu                         | Taufik Hidayat                |
| Herreneinzel | Lin Dan                       | Chen Yu                         | Chen Jin                      |
| Dameneinzel  | Wang Yihan                    | Xie Xingfang                    | Zhang Ning                    |
| Dameneinzel  | Wang Yihan                    | Xie Xingfang                    | Jiang Yanjiao                 |
| Herrendoppel | Markis Kido Hendra Setiawan   | Lin Woon Fui Fairuzizuan Tazari | Cai Yun Fu Haifeng            |
| Herrendoppel | Markis Kido Hendra Setiawan   | Lin Woon Fui Fairuzizuan Tazari | Xie Zhongbo Guo Zhendong      |
| Damendoppel  | Gao Ling Huang Sui            | Yang Wei Zhang Jiewen           | Cheng Wen-hsing Chien Yu-chin |
| Damendoppel  | Gao Ling Huang Sui            | Yang Wei Zhang Jiewen           | Chin Eei Hui Wong Pei Tty     |
| Mixed        | Nova Widianto Liliyana Natsir | Xie Zhongbo Zhang Yawen         | Zhang Jun Gao Ling            |
| Mixed        | Nova Widianto Liliyana Natsir | Xie Zhongbo Zhang Yawen         | Zheng Bo Zhao Tingting        |

## Finalresultate
| Disziplin    | Sieger                        | Finalist                        | Ergebnis            |
| ------------ | ----------------------------- | ------------------------------- | ------------------- |
| Herreneinzel | Lin Dan                       | Chen Yu                         | 21:19, 19:21, 21:17 |
| Dameneinzel  | Wang Yihan                    | Xie Xingfang                    | 21:18, 21:19        |
| Herrendoppel | Markis Kido Hendra Setiawan   | Lin Woon Fui Fairuzizuan Tazari | 21:18, 21:15        |
| Damendoppel  | Gao Ling Huang Sui            | Yang Wei Zhang Jiewen           | 21:19, 21:6         |
| Mixed        | Nova Widianto Liliyana Natsir | Xie Zhongbo Zhang Yawen         | 21:16, 21:18        |

## Herreneinzel

### Gruppe A
| Platz | Starter        | Pld | W | L | SF | SA |
| ----- | -------------- | --- | - | - | -- | -- |
| 1     | Lin Dan        | 2   | 2 | 0 | 4  | 0  |
| 2     | Kuan Beng Hong | 2   | 1 | 1 | 2  | 3  |
| 3     | John Moody     | 2   | 0 | 2 | 1  | 4  |

|                | Ergebnis |                | 1. Satz | 2. Satz | 3. Satz |
| -------------- | -------- | -------------- | ------- | ------- | ------- |
| Lin Dan        | 2–0      | John Moody     | 21–9    | 21–14   |         |
| Kuan Beng Hong | 2–1      | John Moody     | 21–19   | 19–21   | 21–15   |
| Lin Dan        | 2–0      | Kuan Beng Hong | 21–12   | 21–8    |         |

### Gruppe B
| Platz | Starter     | Pld | W | L | SF | SA |
| ----- | ----------- | --- | - | - | -- | -- |
| 1     | Chen Yu     | 2   | 2 | 0 | 4  | 2  |
| 2     | Bao Chunlai | 2   | 1 | 1 | 3  | 2  |
| 3     | Ng Wei      | 2   | 0 | 2 | 1  | 4  |

|             | Ergebnis |             | 1. Satz | 2. Satz | 3. Satz |
| ----------- | -------- | ----------- | ------- | ------- | ------- |
| Chen Yu     | 2–1      | Bao Chunlai | 21–17   | 16–21   | 21–14   |
| Chen Yu     | 2–1      | Ng Wei      | 20–22   | 21–15   | 23–21   |
| Bao Chunlai | 2–0      | Ng Wei      | 21–15   | 21–12   |         |

### Gruppe C
| Platz | Starter        | Pld | W | L | SF | SA |
| ----- | -------------- | --- | - | - | -- | -- |
| 1     | Taufik Hidayat | 2   | 1 | 1 | 3  | 2  |
| 2     | Eric Pang      | 2   | 1 | 1 | 2  | 2  |
| 3     | Chen Hong      | 2   | 1 | 1 | 2  | 3  |

|                | Ergebnis |                | 1. Satz | 2. Satz | 3. Satz |
| -------------- | -------- | -------------- | ------- | ------- | ------- |
| Eric Pang      | 2–0      | Chen Hong      | 21–16   | 21–19   |         |
| Taufik Hidayat | 2–0      | Eric Pang      | 21–19   | 21–18   |         |
| Chen Hong      | 2–1      | Taufik Hidayat | 21–19   | 15–21   | 21–16   |

### Gruppe D
| Platz | Starter      | Pld | W | L | SF | SA |
| ----- | ------------ | --- | - | - | -- | -- |
| 1     | Chen Jin     | 2   | 2 | 0 | 4  | 1  |
| 2     | Andrew Smith | 2   | 1 | 1 | 3  | 2  |
| 3     | Yeoh Kay Bin | 2   | 0 | 2 | 0  | 4  |

|              | Ergebnis |              | 1. Satz | 2. Satz | 3. Satz |
| ------------ | -------- | ------------ | ------- | ------- | ------- |
| Chen Jin     | 2–0      | Yeoh Kay Bin | 21–8    | 21–15   |         |
| Andrew Smith | 2–0      | Yeoh Kay Bin | 21–15   | 24–22   |         |
| Chen Jin     | 2–1      | Andrew Smith | 19–21   | 21–9    | 21–10   |

### Endrunde
|  | Halbfinale | Halbfinale     | Halbfinale | Halbfinale | Halbfinale |  |  | Finale | Finale  | Finale | Finale | Finale |
|  |            |                |            |            |            |  |  |        |         |        |        |        |
|  |            |                |            |            |            |  |  |        |         |        |        |        |
|  |            | Lin Dan        | w          | /          | o          |  |  |        |         |        |        |        |
|  |            | Taufik Hidayat |            |            |            |  |  |        |         |        |        |        |
|  |            |                |            |            |            |  |  |        | Lin Dan | 21     | 19     | 21     |
|  |            |                |            |            |            |  |  |        | Chen Yu | 19     | 21     | 17     |
|  |            | Chen Yu        | 17         | 21         | 21         |  |  |        |         |        |        |        |
|  |            | Chen Jin       | 21         | 18         | 11         |  |  |        |         |        |        |        |
|  |            |                |            |            |            |  |  |        |         |        |        |        |

## Dameneinzel

### Gruppe A
| Platz | Starter             | Pld | W | L | SF | SA |
| ----- | ------------------- | --- | - | - | -- | -- |
| 1     | Zhang Ning          | 2   | 2 | 0 | 4  | 0  |
| 2     | Chen Li             | 2   | 1 | 1 | 3  | 2  |
| 3     | Julia Wong Pei Xian | 2   | 0 | 2 | 1  | 4  |

|            | Ergebnis |                     | 1. Satz | 2. Satz | 3. Satz |
| ---------- | -------- | ------------------- | ------- | ------- | ------- |
| Zhang Ning | 2–0      | Chen Li             | 21–10   | 21–17   |         |
| Chen Li    | 2–1      | Julia Wong Pei Xian | 21–13   | 19–21   | 21–15   |
| Zhang Ning | 2–0      | Julia Wong Pei Xian | 21–12   | 21–13   |         |

### Gruppe B
| Platz | Starter        | Pld | W | L | SF | SA |
| ----- | -------------- | --- | - | - | -- | -- |
| 1     | Jiang Yanjiao  | 2   | 2 | 0 | 4  | 0  |
| 2     | Yip Pui Yin    | 2   | 1 | 1 | 2  | 2  |
| 3     | Rachel Hindley | 2   | 0 | 2 | 0  | 4  |

|               | Ergebnis |                | 1. Satz | 2. Satz | 3. Satz |
| ------------- | -------- | -------------- | ------- | ------- | ------- |
| Jiang Yanjiao | 2–0      | Rachel Hindley | 21–13   | 21–4    |         |
| Yip Pui Yin   | 2–0      | Rachel Hindley | 21–12   | 21–17   |         |
| Jiang Yanjiao | 2–0      | Yip Pui Yin    | 21–12   | 21–17   |         |

### Gruppe C
| Platz | Starter          | Pld | W | L | SF | SA |
| ----- | ---------------- | --- | - | - | -- | -- |
| 1     | Wang Yihan       | 2   | 2 | 0 | 4  | 0  |
| 2     | Yao Jie          | 2   | 1 | 1 | 2  | 3  |
| 3     | Petya Nedelcheva | 2   | 0 | 2 | 1  | 4  |

|            | Ergebnis |                  | 1. Satz | 2. Satz | 3. Satz |
| ---------- | -------- | ---------------- | ------- | ------- | ------- |
| Wang Yihan | 2–0      | Yao Jie          | 21–9    | 21–12   |         |
| Wang Yihan | 2–0      | Petya Nedelcheva | 21–19   | 22–20   |         |
| Yao Jie    | 2–1      | Petya Nedelcheva | 19–21   | 21–19   | 21–16   |

### Gruppe D
| Platz | Starter       | Pld | W | L | SF | SA |
| ----- | ------------- | --- | - | - | -- | -- |
| 1     | Xie Xingfang  | 2   | 2 | 0 | 4  | 0  |
| 2     | Wang Lin      | 2   | 1 | 1 | 2  | 2  |
| 3     | Wong Mew Choo | 2   | 0 | 2 | 0  | 4  |

|              | Ergebnis |               | 1. Satz | 2. Satz | 3. Satz |
| ------------ | -------- | ------------- | ------- | ------- | ------- |
| Xie Xingfang | 2–1      | Wang Lin      | 21–19   | 18–21   | 21–14   |
| Wang Lin     | 2–0      | Wong Mew Choo | 21–19   | 21–16   |         |
| Xie Xingfang | 2–0      | Wong Mew Choo | 21–19   | 21–16   |         |

### Endrunde
|  | Halbfinale | Halbfinale    | Halbfinale | Halbfinale | Halbfinale |  |  | Finale | Finale       | Finale | Finale | Finale |
|  |            |               |            |            |            |  |  |        |              |        |        |        |
|  |            |               |            |            |            |  |  |        |              |        |        |        |
|  |            | Zhang Ning    | 19         | 18         |            |  |  |        |              |        |        |        |
|  |            | Wang Yihan    | 21         | 21         |            |  |  |        |              |        |        |        |
|  |            |               |            |            |            |  |  |        | Wang Yihan   | 21     | 21     |        |
|  |            |               |            |            |            |  |  |        | Xie Xingfang | 18     | 19     |        |
|  |            | Jiang Yanjiao | 21         | 19         | 18         |  |  |        |              |        |        |        |
|  |            | Xie Xingfang  | 16         | 21         | 21         |  |  |        |              |        |        |        |
|  |            |               |            |            |            |  |  |        |              |        |        |        |

## Herrendoppel

### Gruppe A
| Platz | Starter                                          | Pld | W | L | SF | SA |
| ----- | ------------------------------------------------ | --- | - | - | -- | -- |
| 1     | Cai Yun Fu Haifeng                               | 3   | 3 | 0 | 6  | 1  |
| 2     | Markis Kido Hendra Setiawan                      | 3   | 2 | 1 | 5  | 3  |
| 3     | Gan Teik Chai Zakry Abdul Latif                  | 3   | 1 | 2 | 3  | 5  |
| 4     | Albertus Susanto Njoto Yohan Hadikusumo Wiratama | 3   | 0 | 3 | 1  | 6  |

|                                 | Ergebnis |                                                  | 1. Satz | 2. Satz | 3. Satz |
| ------------------------------- | -------- | ------------------------------------------------ | ------- | ------- | ------- |
| Cai Yun Fu Haifeng              | 2–0      | Gan Teik Chai Zakry Abdul Latif                  | 21–13   | 21–13   |         |
| Markis Kido Hendra Setiawan     | 2–0      | Albertus Susanto Njoto Yohan Hadikusumo Wiratama | –       | –       |         |
| Cai Yun Fu Haifeng              | 2–0      | Albertus Susanto Njoto Yohan Hadikusumo Wiratama | 21–10   | 21–10   |         |
| Markis Kido Hendra Setiawan     | 2–1      | Gan Teik Chai Zakry Abdul Latif                  | 19–21   | 21–17   | 21–7    |
| Cai Yun Fu Haifeng              | 2–1      | Markis Kido Hendra Setiawan                      | 12–21   | 21–14   | 21–10   |
| Gan Teik Chai Zakry Abdul Latif | 2–1      | Albertus Susanto Njoto Yohan Hadikusumo Wiratama | 21–12   | 15–21   | 21–14   |

### Gruppe B
| Platz | Starter                         | Pld | W | L | SF | SA |
| ----- | ------------------------------- | --- | - | - | -- | -- |
| 1     | Guo Zhendong Xie Zhongbo        | 3   | 3 | 0 | 6  | 3  |
| 2     | Lin Woon Fui Fairuzizuan Tazari | 3   | 2 | 1 | 5  | 3  |
| 3     | Luluk Hadiyanto Alvent Yulianto | 3   | 1 | 2 | 4  | 4  |
| 4     | Xia Xuanze Xu Chen              | 3   | 0 | 3 | 1  | 6  |

|                                 | Ergebnis |                                 | 1. Satz | 2. Satz | 3. Satz |
| ------------------------------- | -------- | ------------------------------- | ------- | ------- | ------- |
| Guo Zhendong Xie Zhongbo        | 2–1      | Xia Xuanze Xu Chen              | 21–14   | 14–21   | 21–11   |
| Lin Woon Fui Fairuzizuan Tazari | 2–1      | Luluk Hadiyanto Alvent Yulianto | 18–21   | 21–19   | 21–18   |
| Guo Zhendong Xie Zhongbo        | 2–1      | Lin Woon Fui Fairuzizuan Tazari | 21–12   | 18–21   | 21–10   |
| Luluk Hadiyanto Alvent Yulianto | 2–0      | Xia Xuanze Xu Chen              | 21–14   | 21–12   |         |
| Guo Zhendong Xie Zhongbo        | 2–1      | Luluk Hadiyanto Alvent Yulianto | –       | –       | –       |
| Lin Woon Fui Fairuzizuan Tazari | 2–0      | Xia Xuanze Xu Chen              | 21–19   | 21–14   |         |

### Endrunde
|  | Halbfinale | Halbfinale                      | Halbfinale | Halbfinale | Halbfinale |  |  | Finale | Finale                          | Finale | Finale | Finale |
|  |            |                                 |            |            |            |  |  |        |                                 |        |        |        |
|  |            |                                 |            |            |            |  |  |        |                                 |        |        |        |
|  |            | Cai Yun Fu Haifeng              | 15         | 21         | 17         |  |  |        |                                 |        |        |        |
|  |            | Lin Woon Fui Fairuzizuan Tazari | 21         | 13         | 21         |  |  |        |                                 |        |        |        |
|  |            |                                 |            |            |            |  |  |        | Lin Woon Fui Fairuzizuan Tazari | 18     | 15     |        |
|  |            |                                 |            |            |            |  |  |        | Markis Kido Hendra Setiawan     | 21     | 21     |        |
|  |            | Guo Zhendong Xie Zhongbo        | 19         | 13         |            |  |  |        |                                 |        |        |        |
|  |            | Markis Kido Hendra Setiawan     | 21         | 21         |            |  |  |        |                                 |        |        |        |
|  |            |                                 |            |            |            |  |  |        |                                 |        |        |        |

## Damendoppel

### Gruppe A
| Platz | Starter                       | Pld | W | L | SF | SA |
| ----- | ----------------------------- | --- | - | - | -- | -- |
| 1     | Gao Ling Huang Sui            | 3   | 3 | 0 | 6  | 0  |
| 2     | Chin Eei Hui Wong Pei Tty     | 3   | 2 | 1 | 4  | 3  |
| 3     | Jo Novita Greysia Polii       | 3   | 1 | 2 | 2  | 4  |
| 4     | Diana Dimova Petya Nedelcheva | 3   | 0 | 3 | 1  | 6  |

|                           | Ergebnis |                               | 1. Satz | 2. Satz | 3. Satz |
| ------------------------- | -------- | ----------------------------- | ------- | ------- | ------- |
| Gao Ling Huang Sui        | 2–0      | Jo Novita Greysia Polii       | 21–16   | 21–8    |         |
| Chin Eei Hui Wong Pei Tty | 2–1      | Diana Dimova Petya Nedelcheva | 21–13   | 18–21   | 21–14   |
| Gao Ling Huang Sui        | 2–0      | Diana Dimova Petya Nedelcheva | 21–4    | 21–14   |         |
| Chin Eei Hui Wong Pei Tty | 2–0      | Jo Novita Greysia Polii       | 21–16   | 23–21   |         |
| Gao Ling Huang Sui        | 2–0      | Chin Eei Hui Wong Pei Tty     | 21–19   | 21–10   |         |
| Jo Novita Greysia Polii   | 2–0      | Diana Dimova Petya Nedelcheva | 21–19   | 21–17   |         |

### Gruppe B
| Platz | Starter                       | Pld | W | L | SF | SA |
| ----- | ----------------------------- | --- | - | - | -- | -- |
| 1     | Yang Wei Zhang Jiewen         | 3   | 3 | 0 | 6  | 0  |
| 2     | Cheng Wen-hsing Chien Yu-chin | 3   | 2 | 1 | 4  | 2  |
| 3     | Elin Bergblom Johanna Persson | 3   | 1 | 2 | 2  | 5  |
| 4     | Meiliana Jauhari Purwati      | 3   | 0 | 3 | 1  | 6  |

|                               | Ergebnis |                               | 1. Satz | 2. Satz | 3. Satz |
| ----------------------------- | -------- | ----------------------------- | ------- | ------- | ------- |
| Yang Wei Zhang Jiewen         | 2–0      | Meiliana Jauhari Purwati      | 21–9    | 21–7    |         |
| Cheng Wen-hsing Chien Yu-chin | 2–0      | Elin Bergblom Johanna Persson | –       | –       |         |
| Yang Wei Zhang Jiewen         | 2–0      | Elin Bergblom Johanna Persson | 21–17   | 21–8    |         |
| Cheng Wen-hsing Chien Yu-chin | 2–0      | Meiliana Jauhari Purwati      | 21–18   | 21–10   |         |
| Yang Wei Zhang Jiewen         | 2–0      | Cheng Wen-hsing Chien Yu-chin | 21–16   | 21–18   |         |
| Elin Bergblom Johanna Persson | 2–1      | Meiliana Jauhari Purwati      | 21–18   | 18–21   | 21–15   |

### Endrunde
|  | Halbfinale | Halbfinale                    | Halbfinale | Halbfinale | Halbfinale |  |  | Finale | Finale                | Finale | Finale | Finale |
|  |            |                               |            |            |            |  |  |        |                       |        |        |        |
|  |            |                               |            |            |            |  |  |        |                       |        |        |        |
|  |            | Gao Ling Huang Sui            | 21         | 21         |            |  |  |        |                       |        |        |        |
|  |            | Cheng Wen-hsing Chien Yu-chin | 19         | 13         |            |  |  |        |                       |        |        |        |
|  |            |                               |            |            |            |  |  |        | Gao Ling Huang Sui    | 21     | 21     |        |
|  |            |                               |            |            |            |  |  |        | Yang Wei Zhang Jiewen | 19     | 6      |        |
|  |            | Yang Wei Zhang Jiewen         | 21         | 21         |            |  |  |        |                       |        |        |        |
|  |            | Chin Eei Hui Wong Pei Tty     | 15         | 14         |            |  |  |        |                       |        |        |        |
|  |            |                               |            |            |            |  |  |        |                       |        |        |        |

## Mixed

### Gruppe A
| Platz | Starter                         | Pld     | W       | L       | SF      | SA      |
| ----- | ------------------------------- | ------- | ------- | ------- | ------- | ------- |
| 1     | Xie Zhongbo Zhang Yawen         | 2       | 2       | 0       | 4       | 2       |
| 2     | Nova Widianto Liliyana Natsir   | 2       | 1       | 1       | 3       | 2       |
| 3     | Fairuzizuan Tazari Wong Pei Tty | 2       | 0       | 2       | 1       | 4       |
| n/a   | He Hanbin Yu Yang               | retired | retired | retired | retired | retired |

|                                 | Ergebnis |                                 | 1. Satz  | 2. Satz  | 3. Satz  |
| ------------------------------- | -------- | ------------------------------- | -------- | -------- | -------- |
| Xie Zhongbo Zhang Yawen         | 2–1      | He Hanbin Yu Yang               | 21–19    | 18–21    | 21–17    |
| Nova Widianto Liliyana Natsir   | 2–0      | Fairuzizuan Tazari Wong Pei Tty | 21–18    | 21–11    |          |
| Xie Zhongbo Zhang Yawen         | 2–1      | Fairuzizuan Tazari Wong Pei Tty | 21–23    | 21–10    | 21–16    |
| Nova Widianto Liliyana Natsir   | 1–0r     | He Hanbin Yu Yang               | 21–9     |          |          |
| Xie Zhongbo Zhang Yawen         | 2–1      | Nova Widianto Liliyana Natsir   | 23–25    | 21–19    | 21–19    |
| Fairuzizuan Tazari Wong Pei Tty | Walkover | He Hanbin Yu Yang               | Walkover | Walkover | Walkover |

### Gruppe B
| Platz | Starter                           | Pld | W | L | SF | SA |
| ----- | --------------------------------- | --- | - | - | -- | -- |
| 1     | Zhang Jun Gao Ling                | 3   | 3 | 0 | 6  | 1  |
| 2     | Zheng Bo Zhao Tingting            | 3   | 2 | 1 | 5  | 2  |
| 3     | Kennevic Asuncion Kennie Asuncion | 3   | 1 | 2 | 2  | 4  |
| 4     | Muhammad Rizal Greysia Polii      | 3   | 0 | 3 | 0  | 6  |

|                                   | Ergebnis |                                   | 1. Satz | 2. Satz | 3. Satz |
| --------------------------------- | -------- | --------------------------------- | ------- | ------- | ------- |
| Zhang Jun Gao Ling                | 2–1      | Zheng Bo Zhao Tingting            | 21–16   | 18–21   | 21–18   |
| Kennevic Asuncion Kennie Asuncion | 2–0      | Muhammad Rizal Greysia Polii      | 21–18   | 30–28   |         |
| Zhang Jun Gao Ling                | 2–0      | Muhammad Rizal Greysia Polii      | 21–11   | 21–18   |         |
| Zheng Bo Zhao Tingting            | 2–0      | Kennevic Asuncion Kennie Asuncion | 22–20   | 21–12   |         |
| Zhang Jun Gao Ling                | 2–0      | Kennevic Asuncion Kennie Asuncion | 21–15   | 21–16   |         |
| Zheng Bo Zhao Tingting            | 2–0      | Muhammad Rizal Greysia Polii      | 21–10   | 25–23   |         |

### Endrunde
|  | Halbfinale | Halbfinale                    | Halbfinale | Halbfinale | Halbfinale |  |  | Finale | Finale                        | Finale | Finale | Finale |
|  |            |                               |            |            |            |  |  |        |                               |        |        |        |
|  |            |                               |            |            |            |  |  |        |                               |        |        |        |
|  |            | Xie Zhongbo Zhang Yawen       | 21         | 21         |            |  |  |        |                               |        |        |        |
|  |            | Zheng Bo Zhao Tingting        | 14         | 11         |            |  |  |        |                               |        |        |        |
|  |            |                               |            |            |            |  |  |        | Xie Zhongbo Zhang Yawen       | 16     | 18     |        |
|  |            |                               |            |            |            |  |  |        | Nova Widianto Liliyana Natsir | 21     | 21     |        |
|  |            | Zhang Jun Gao Ling            | 15         | 16         |            |  |  |        |                               |        |        |        |
|  |            | Nova Widianto Liliyana Natsir | 21         | 21         |            |  |  |        |                               |        |        |        |
|  |            |                               |            |            |            |  |  |        |                               |        |        |        |